# Cink

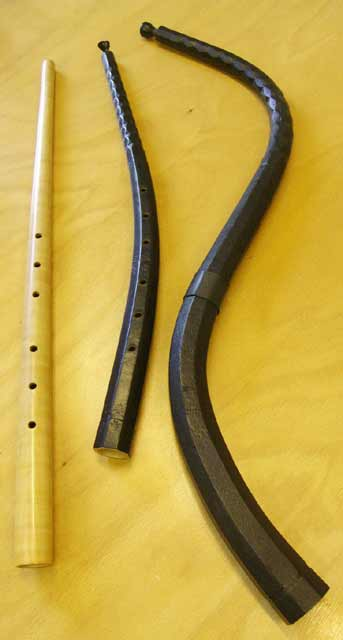
Různé typy cinků - tichý, křivý a tenorový

Cink je historický dechový nástroj. Tělo nástroje s kónickým vnitřním otvorem má zakřivený nebo přímý tvar, je opatřeno tónovými dírkami uspořádanými jako např. u flétny, zvuk se však tvoří v malém nátrubku. Nástroj je tedy jakoby křížencem žesťového a dřevěného dechového nástroje. Vzhledem k nátrubku jakožto zdroji zvuku je však cink obvykle řazen mezi žesťové nástroje.
V jiných jazycích nacházíme cink pod názvy cornett (anglicky, pozor na záměnu s modernějším nástrojem anglicky zvaným cornet, česky kornet), Zink (německy), cornet à bouquin (francouzsky), corneta (španělsky) a cornetto (italsky).
Tento nástroj byl využíván od středověku až do 18. století, největšího rozkvětu dosáhl v období mezi léty 1500 a 1650.

## O nástroji

### Zvuk a hra
Ve zvuku nástroje se snoubí krása žesťových i dřevěných dechových nástrojů - průzračný, avšak měkký a zpěvný tón velice blízký barvě lidského hlasu, pojící se dobře varhanami i s ostatními dechovými a strunnými nástroji - „ jako paprsek slunečního svitu pronikající soumrakem a temnotou“, napsal v roce 1636 Marin Mersenne ve svém díle Harmonie Universelle. Dynamický rozsah nástroje je značný - může hrát forte jako trubka, vzápětí piano jako zobcová flétna.
Hra na tento nástroj je extrémně obtížná - miniaturní nátrubek s úzkou hranou rychle unavuje rty, vybudování nátisku vyžaduje mnohaleté pravidelné každodenní cvičení, intonace je labilní. Dle dobových vyobrazení lze usoudit, že nátrubek hráči často nasazovali mimo střed rtů tak, aby byly exponovány užší rty poblíž koutků úst. Tónový rozsah nástroje je u křivého cinku g-a´´, virtuózní cinkenisté jsou schopni u určitých modelů zahrát až d´´´.

### Stavba
Nejrozšířenější, tedy křivý cink, je vyroben ze dvou částí. Nejprve je v každé části vydlabána a vyhlazena polovina hlavního otvoru, poté jsou obě části slepeny. Následuje impregnace nástroje, vrtání a podřezání hmatových otvorů, další impregnace a vyladění nástroje. Nástroje byly poté kvůli zpevnění a utěsnění potaženy koží nebo pergamenem. Některé dochované exempláře byly před potažením na několika místech ovázány. Materiálem byl tis, ořech, švestka, hrušeň, třešeň, zimostráz či javor, někdy i slonovina.
Podobně byl vyráběn i tenorový cink a menší verze nástroje zvaná cornettino. Další typy, přímý cink, tedy rovný typ s nátrubkem, a tichý cink, který má místo nátrubku pouze prohlubeň v těle nástroje, byly vyráběny na soustruhu pomocí stupňovitých vrtáků a výstružníků.
Nátrubky byly vyráběny soustružením z rohoviny, slonoviny nebo tvrdého dřeva, měly poměrně ostrou hranu, úzkou stopku a subtilní vývrt ve stopce.

### Použití a repertoár
Cink byl velice oblíben a hojně využíván v obdobích renesance a baroka, a to především kvůli zvukové kvalitě, barvě tónu i značné pohyblivosti v pasážích a ornamentaci. Objevuje se tedy ve světské i duchovní hudbě jako nástroj virtuózní i jako podpora hlasových skupin na chrámových kůrech. Výsadní postavení si vydobyl v elitních souborech s trombony. Claudio Monteverdi, Giovanni Gabrielli, Giovanni Batista Riccio, Girolamo Frescobaldi, Heinrich Schütz a mnoho dalších autorů, později i Johann Sebastian Bach a Georg Philipp Telemann použili tento nástroj ve svých dílech. Naposledy pak z významnějších skladatelů Christoph Willibald Gluck ve své opeře Orfeus a Euridika (1762).
Ve druhé polovině 20. století došlo k oživení zájmu o tento nástroj. Dnes je cink opět nezbytnou součástí mnoha souborů, hledajících autentický zvuk staré hudby.